# رالف موني
رالف موني (بالإنجليزية: Ralph Mooney)‏ هو عازف قيثارة أمريكي، ولد في 16 سبتمبر 1928 في دنكان في الولايات المتحدة، وتوفي في 20 مارس 2011.

## روابط خارجية
- رالف موني على موقع IMDb (الإنجليزية)
- رالف موني على موقع ميوزك برينز (الإنجليزية)
- رالف موني على موقع ديسكوغز (الإنجليزية)